# 刮刮樂

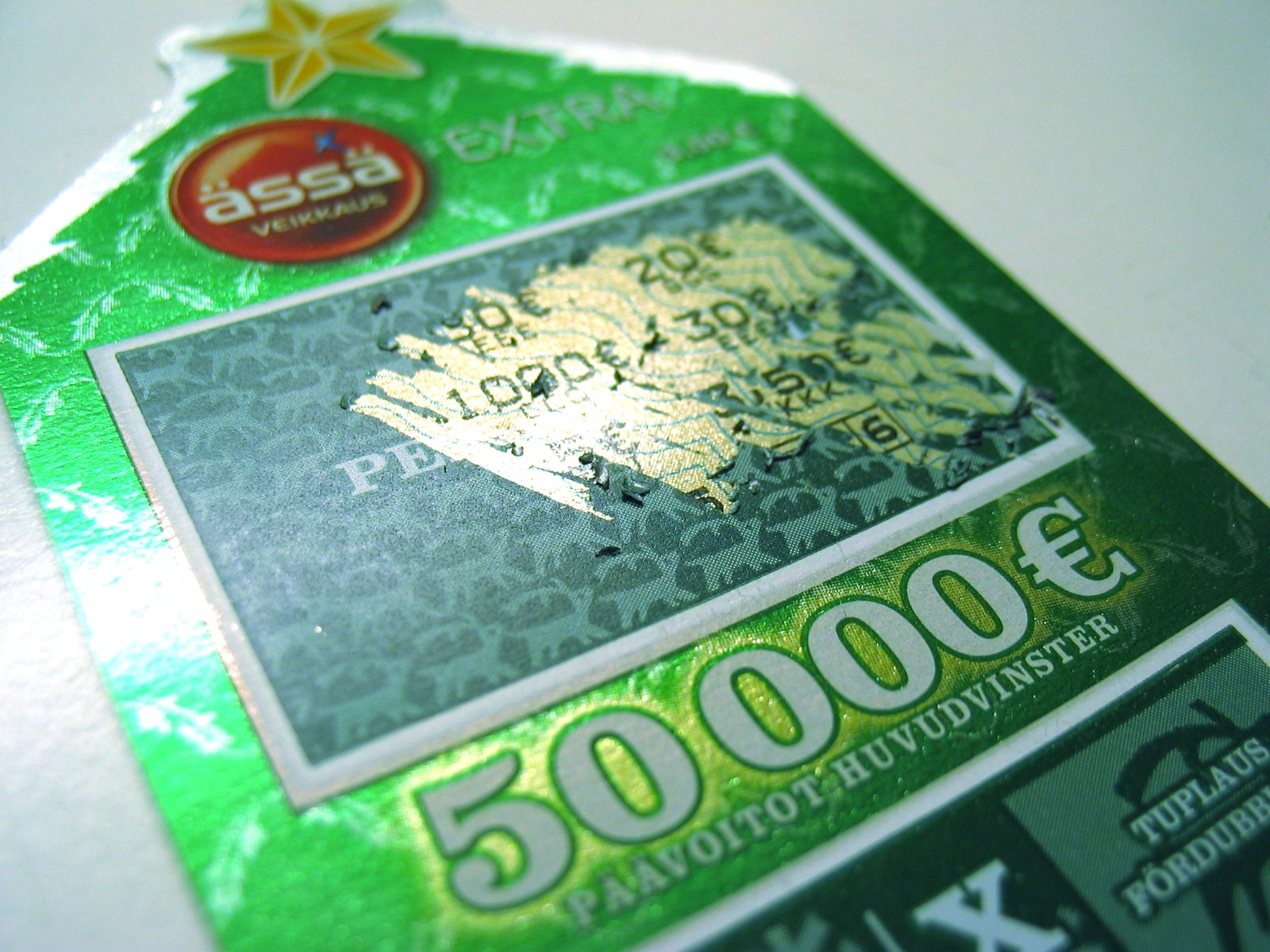
一款圣诞节主题的芬兰刮刮游戏“Ace Extra”

刮刮樂是一种小卡片，卡片上有灰色塗層，用來隐藏密码等一些不方便直接顯示的信息，灰色塗層刮開後就能顯示密碼。彩票、儲值卡等發行形式通常為刮刮樂。